# フランス立憲王国

フランス王国
Royaume de France (フランス語)

国の標語: La Nation, la Loi, le Roi（フランス語）
国民、法、国王国歌: Vive Henri IV（フランス語）
アンリ4世万歳

フランス王国の地図（1792年）

フランス立憲王国（フランスりっけんおうこく、フランス語: Monarchie constitutionnelle française）は、1791年9月3日から1792年9月21日までフランスを統治した立憲君主制国家である。絶対君主制（フランス王国）と共和制（フランス共和国）の過度期に存在し、正式な国名は前政体と同じくフランス王国（フランス語: Royaume de France）だった。

## 経過
- 1791年9月3日 - 憲法制定国民議会が起草した1791年憲法が可決される。
- 1791年9月4日 - ルイ16世が1791年憲法を承認。
- 1792年8月10日 - 8月10日事件によりルイ16世が王権を剥奪される。
- 1792年9月21日 - 国民公会が君主制を廃止、フランス第一共和政へ移行。